# Fabián Delgado
Óscar Fabián Delgado Rodríguez (Montevideo, 3 de dezembro de 1966), também conhecido como Fata Delgado, é um músico, apresentador, produtor, cantor e emprésário uruguaio.

## Carreira
É líder e fundador do grupo Los Fatales, grupo de muito sucesso no Uruguai e na América do Sul. Também foi cantor do Karibe con K, grupo uruguaio de música tropical originado em Montevidéu. Fundada em maio de 1989, foi criado por Eduardo Ribeiro, que morreu em 2 de janeiro de 2008, sendo uma das bandas mais populares de todos os tempos. Ele é o produtor e diretor da banda Los Fatales,  Com quem já ganhou o Disco de Ouro, Platina e duplo Platino.
Suas canções mais populares são "Pizza Muzzarella", "Comadre, compadre" (versão da música da dupla Leandro e Leonardo) e "Bicho y Bicho". É criador do espetáculo infantil "Fatales para Niños", desde o ano 2000.

## Discografia[3]
- "Masculino Feminino" (1996)
- "Capitanes de la Alegria" (1997)
- "Atraccion Fatal" (1998)
- "Exportanto Alegria" (1998)
- "Revolución Fatal" (1999)
- "Que Monstruos" (2000)
- "Grandes Exitos" (2002)
- "La Abuelita" (2002)
- "Fatales para Niños" (2003)
- "2da Revolución" (2004)
- "Gaúcho Latino" (2005)
- "Fata Les Canta" (2009)
- "Los Fatales disco blanco" (2012)
- "Otra Calle" (2016)